# Morethia obscura
Espèce
Morethia obscura est une espèce de sauriens de la famille des Scincidae.

## Répartition
Cette espèce est endémique d'Australie. Elle se rencontre en Australie-Occidentale, en Nouvelle-Galles du Sud, en Australie-Méridionale et au Victoria.

## Publication originale
- Storr, 1972 : The genus Morethia (Lacertilia: Scincidae) in Western Australia. Journal of the Royal Society of Western Australia, vol. 55, p. 73-79.